# پردی
پردی (به ترکی آذربایجانی: Pərdili) یک منطقهٔ مسکونی در جمهوری آذربایجان است که در شهرستان جلیل‌آباد واقع شده‌است. پردی ۹۹۲ نفر جمعیت دارد. پرد در زبان تالشی به معنی پل است. به روستای پردی، پردلی هم می‌گویند.